# Lycée classique de Tampere
Le  lycée classique de Tampere (finnois : Tampereen klassillinen lukio) est un bâtiment situé dans le quartier de Kyttälä à Tampere en Finlande.

## Galerie

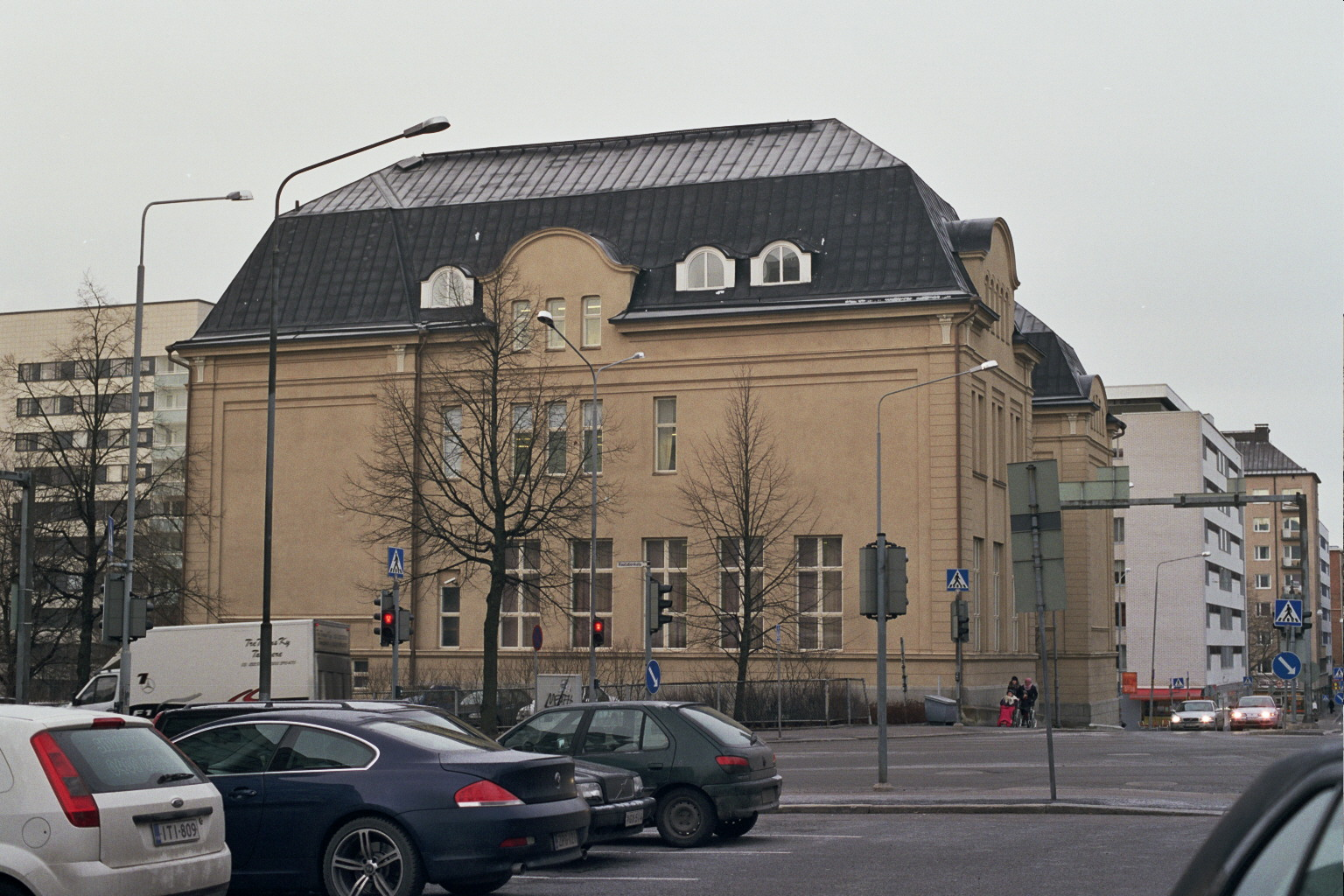
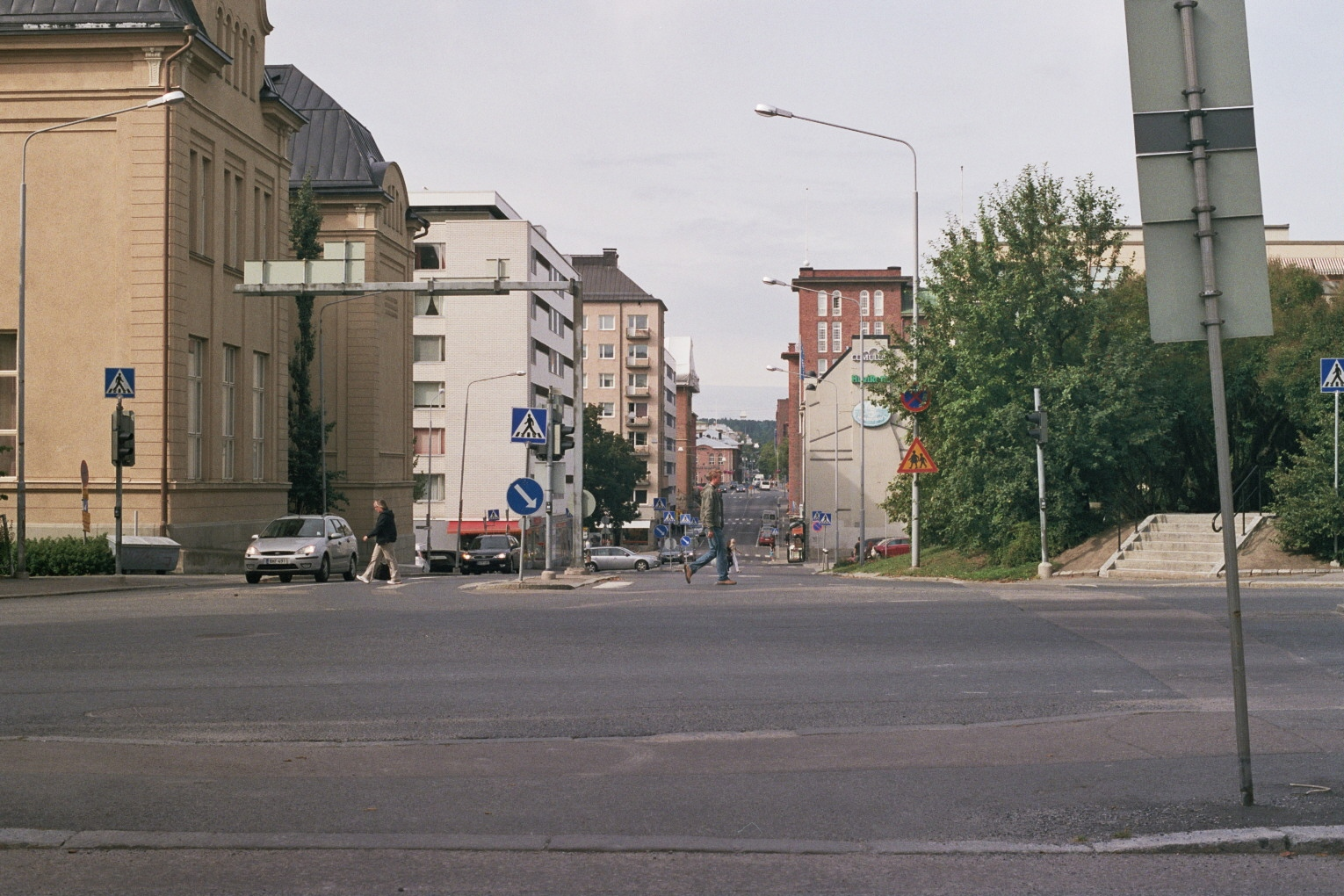
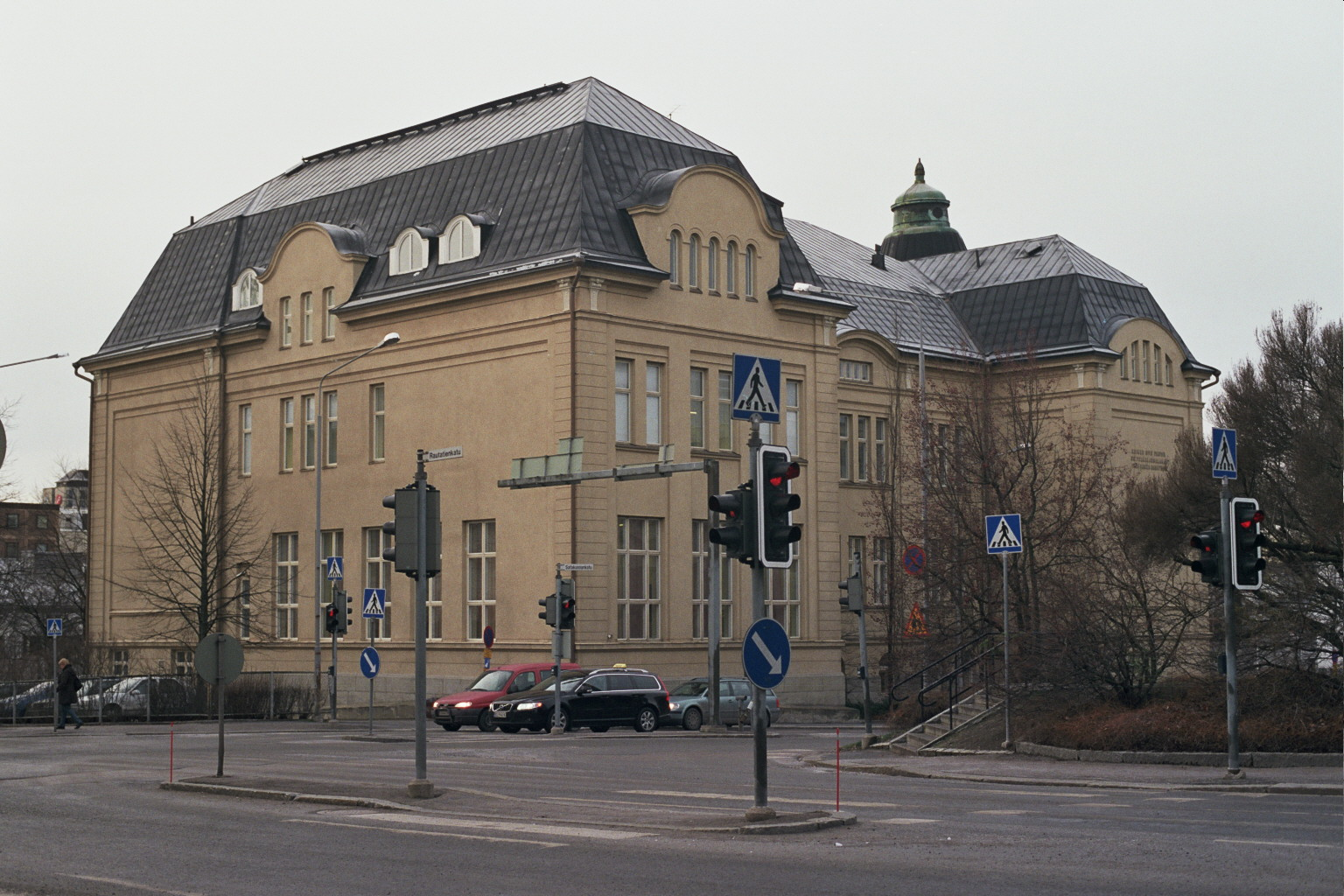

## Anciens élèves
- Matti Apunen[2]
- Tommi Auvinen[2]
- Yrjö Jylhä[2]
- Veikko Kerttula[3]
- Paavo Koskela[3]
- Minerva Krohn[2]
- Jussi Kylätasku[2]
- Toivo Kärki[2]
- Tarvo Laakso[2]
- Rauno Lehtinen[2]
- Aarre Nyman[3]
- Reino Oittinen[2]
- Raoul Palmgren[2]
- Juha Pihkala[2]
- Erkki Pohjanheimo[3]
- Sanna Saarijärvi[2]
- Hannu Salama[2]
- Juha Suoranta[2]
- Jarkko Tontti[4]
- Arto Tuominen[5]
- Jouko Turkka[2]
- Vesa Vierikko[2]
- Lauri Viita[2]